# سفندر مدبب
السفندر، شرابة الراعي أو السفندر المدبب أو السَّفَندر اللاسع أو الآس البري الشائك أو اسم الكائن (باللاتينية: Ruscus aculeatus) هو نوع نباتي ينتمي إلى جنس السفندر من الفصيلة الهليونية.

## البيئة والانتشار وتزهيرها
ينتشر في المشرق العربي والمغرب العربي ومعظم مناطق حوض البحر الأبيض المتوسط.
تنمو على شكل شجيرات في الأراضي القاحلة، وغالبا تحت أو قرب شجيرات البهشية.
تظهر أزهارها في أوائل الربيع، وتنضج الحبوب في أوائل الخريف، تنتج الشجيرة زهرة صغيرة بيضاء إلى خضراء، وحبة صغيرة مستديرة خضراء تتحول حمراء عند نضوجها.

## الوصف النباتي
ورق نبات السفندر صغير جداً، لها أوراق شائكة، الزهر أبطئ محفور، الفاكهة تشبه التوت الأحمر، تستخرج المادة الفعالة من الجذور وهي مادة تسمى ROSCOSIDI؛ وتعتبر مادة مدرة للبول تستخدم في علاج القصور الوريدي واللمفاوي، تحسن الدورة الدموية لشبكية العين.

## الفوائد الطبية
يستخدم لالتئام العظام المكسورة، أو المفاصل الملتوية، ويستخدم أيضًا في علاج اليرقان، وحصى المسالك البولية، وانقباض دم الحيض.